# Ардпатрик
Ардпатрик (англ. Ardpatrick; ирл. Árd Pádraig) — деревня в Ирландии, находится в графстве Лимерик (провинция Манстер) на северных склонах гор Баллихора, на краю Золотой долины.